# Нове Ополе
Нове Ополе (пол. Nowe Opole) — село в Польщі, у гміні Седльці Седлецького повіту Мазовецького воєводства.
Населення — 864 особи (2011).
У 1975-1998 роках село належало до Седлецького воєводства.

## Демографія
Демографічна структура станом на 31 березня 2011 року:
|          | Загалом | Допрацездатний вік | Працездатний вік | Постпрацездатний вік |
| -------- | ------- | ------------------ | ---------------- | -------------------- |
| Чоловіки | 430     | 99                 | 291              | 40                   |
| Жінки    | 434     | 102                | 265              | 67                   |
| Разом    | 864     | 201                | 556              | 107                  |